# دره زيارت العلياء (سقز)
قرية دره زيارت العلياء (بالكردية: دەرەزیارەت سەروو) هي إحدى القرى التابعة لـذو الفقار في ريف قسم سرشيو من مقاطعة سقز، في محافظة كردستان الإيرانية.

## السكان
حسب إحصاءات سنة 2006، بلغ إجمالي السكان في دره زيارت العلياء 259 نسمة وعدد المساكن 51 مسكن. لغة سكان دره زيارت العلياء هي اللغة الكردية و هم من أهل السنة والجماعة والمذهب الشافعي.